# Luka Žvižej

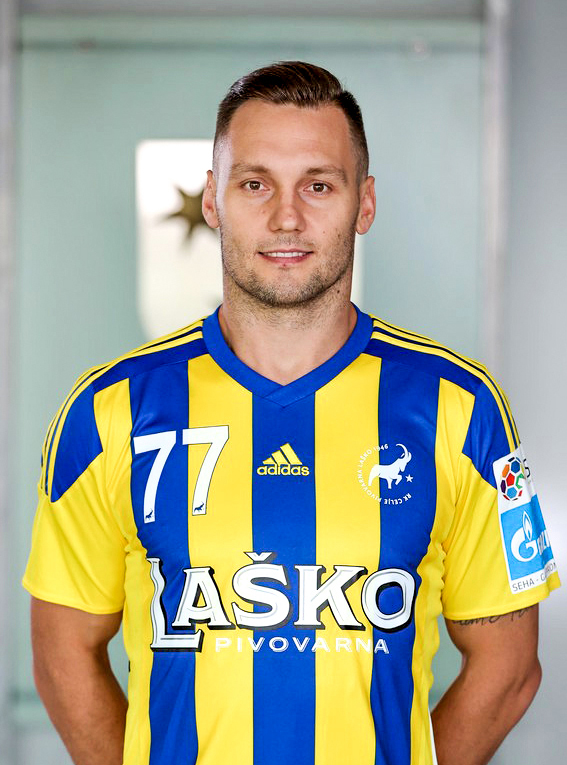
Luka Žvižej med RK Celje, 2016.

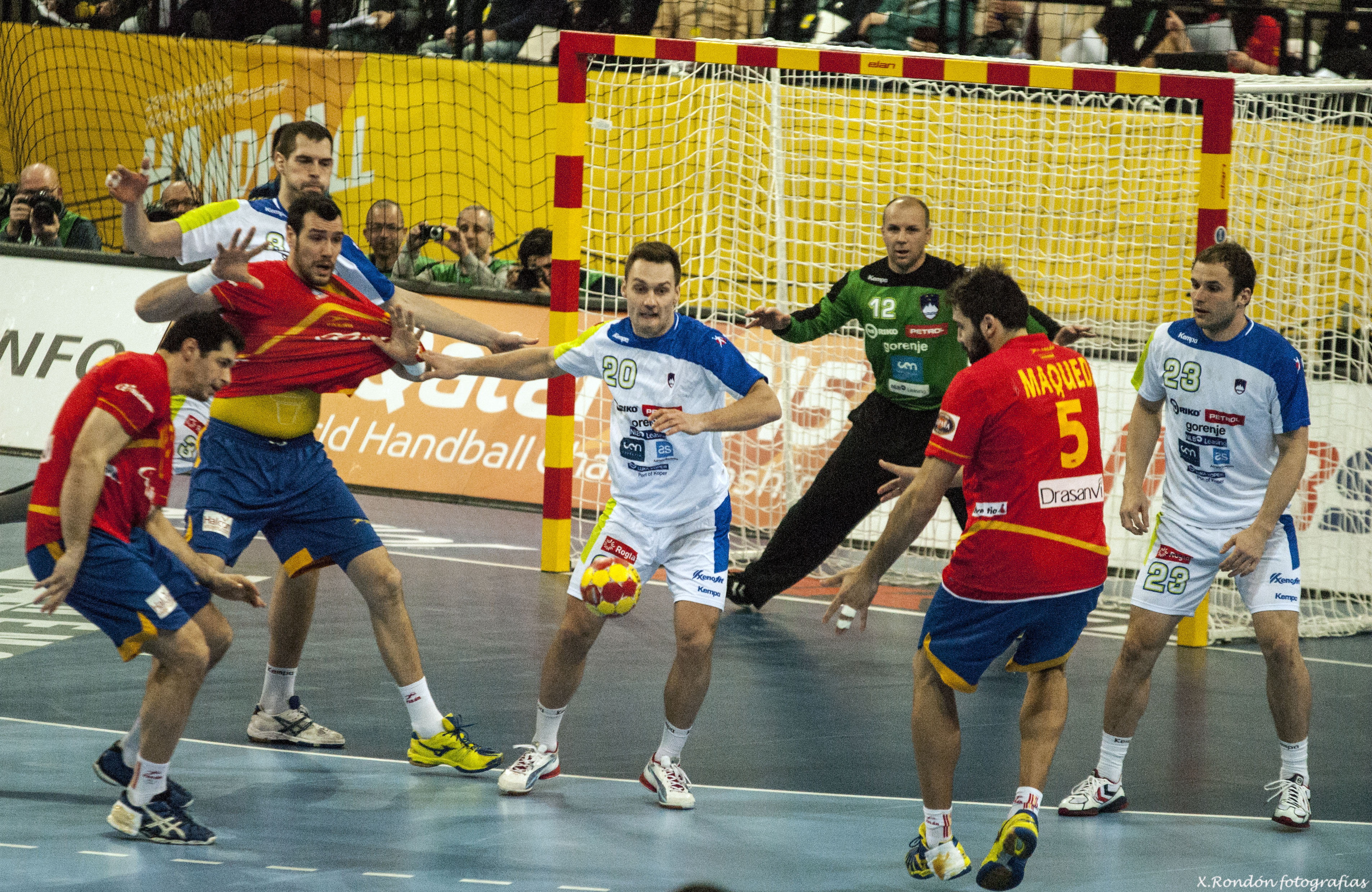
Luka Žvižej (mitten i vit tröja), vid VM 2013.

Luka Žvižej, född 9 december 1980 i Celje, är en slovensk tidigare handbollsspelare (vänstersexa). Han spelade 217 landskamper och gjorde 702 mål för Sloveniens landslag. Han är äldre bror till handbollsspelaren Miha Žvižej.

## Klubbar
- RK Celje (–1999)
- RK Trimo Trebnje (1999–2000)
- RK Celje (2000–2003)
- CB Cantabria (2003–2004)
- FC Barcelona (2004–2006)
- CB Cantabria (2006–2007)
- SC Szeged (2007–2010)
- RK Celje (2010–2017)
- RK Maribor (2017)
- GWD Minden (2017–2019)